# Masematte
Die Masematte ist ein regionaler Soziolekt aus den Arbeitervierteln von Münster, der zu den Dialekten des Rotwelschen gehört. Masematte ist seit 1870 quellenmäßig belegt und ist in seiner ursprünglichen sondersprachlichen Funktion seit der Zeit des Zweiten Weltkrieges wegen der Verfolgung und Ermordung der Sprecher und der Zerstörung der Stadtviertel weitgehend verschwunden. Masematte wird jedoch im Rahmen lokaler Traditionspflege immer noch praktiziert und hat auch den Wortschatz der örtlichen Umgangssprache geprägt.

## Name
Im Rotwelschen, der seit dem Spätmittelalter entstandenen Sondersprache des Fahrenden Volks, ist das Wort Masematte  mit Varianten Massematte(n), Masemotten, Massemaite bereits seit dem 18. Jahrhundert bezeugt. Der älteste Beleg von 1735 (als Femininum Massematte) stammt aus der sogenannten Koburger Designation. Es geht zurück auf jiddisch masso umatan („Handel, Handelsbetrieb“, von hebräisch massa u'matan „Verhandlungen“) und nahm im Rotwelschen zusätzlich und vorrangig die Bedeutung „Diebstahl, Einbruchdiebstahl“ an (Massematte bekooch: gewaltsamer Einbruch, bei dem man die Bewohner des Hauses „bindet und raitelt“; zierliche Masematte: Einbruch bei schlafenden Hausbewohnern; betuchter Masematten: Diebstahl ohne Lärm).
In der Münsteraner Masematte bedeutet das Wort „Sprache“ (Masemattefreier: Sprecher dieser Sprache, Mitglied der Sprechergemeinschaft), es hat aber auch dort noch die zusätzlichen Bedeutungen „Handel, Hausiererei“ beibehalten.

## Wortschatz
Es handelt sich um einen schichtenspezifischen Sonderwortschatz von ursprünglich knapp 2000 Wörtern, der von seinen Sprechern in Verbindung mit der ortsüblichen Umgangssprache gesprochen wurde. Der Wortschatz der Masematte ist ein Rotwelsch mit starkem Anteil von Jiddisch (Westjiddisch) und, in etwas geringerem Maße, Romani (bzw. Sintitikes), greift aber auch westfälisches Wortgut auf und zeigt Spuren slawischer und romanischer Einflüsse sowie bei pseudo-lateinischen Bildungen (Suffigierung mit -us) möglichen Einfluss der Studentensprache.

## Sprecher
Masematte wurde vorwiegend von Männern und vergleichsweise selten von Frauen gesprochen und war in Münster hauptsächlich in vier Stadtgebieten präsent: dem Kuhviertel (u. a. Tasche, Brink, Ribbergasse), dem Sonnenstraßenviertel, Pluggendorf und „Klein-Muffi“ (Herz-Jesu-Viertel). Die Bewohner zählten zur sozialen Unterschicht und waren Arbeiter oder Hilfsarbeiter, kleine Gewerbetreibende und Händler, darunter viele Vieh- und Pferdehändler und Vertreter ambulanter Gewerbe, mit einem hohen Anteil an Juden und Roma (Sinti). Masematte diente den Sprechern zur Abschirmung gegen Außenstehende bei Handel und Geschäft wie auch gegenüber Polizei und Obrigkeit, außerdem als Mittel der Integration untereinander und Ausweis der eigenen Gruppen- oder Milieuzugehörigkeit.

## Zeit des Nationalsozialismus
Während der Zeit des Nationalsozialismus waren Sprecher der Masematte aufgrund ihrer sozialen oder ethnischen Herkunft von der nationalsozialistischen Verfolgungspolitik gegen „Asoziale“, Juden und Roma betroffen. Eine 1937 erschienene rassenhygienische Untersuchung, die eine aus dem westfälischen Kreis Meschede stammende „asoziale Sippe“ mit Vertretern vorwiegend ambulanter Berufe untersuchte, bezog hierbei auch Familien und Probanden aus den typischen Masematte-Quartieren in Münster mit ein und kam im Ergebnis zu der Empfehlung, dass die Angehörigen dieser „Sippe“ wegen erblicher Minderwertigkeit sterilisiert und in „frühzeitige Bewahrung“ genommen werden sollten. An Maßnahmen gegen Bewohner des Kuhviertels erinnerte sich später ein Zeitzeuge für die Jahre 1941 bis 1943, demzufolge „fast alle Bewohner der Tasche, Brink und Ribbergasse, ganze Familien verfrachtet und in Lager abtransportiert“ wurden. Als Folge der großflächigen Bombardierung Münsters und seiner Altstadt im Rahmen der alliierten Luftangriffe waren zudem mit dem Verlust der traditionellen Wohnviertel gegen Ende des Krieges auch wesentliche äußere Bedingungen für das Fortleben der Sprache verschwunden.

## Nachleben
Die traditionelle Masematte in ihrer sozialen Gebundenheit gilt heute als weitgehend ausgestorben und wird nur noch durch wenige überlebende Zeitzeugen repräsentiert. An ihre Stelle ist eine angelernte „Sekundärmasematte“ (Siewert) getreten, die schichtübergreifend im Karneval und lokalen Journalismus sowie in studentischen und jugendsprachlichen Milieus kultiviert wird. Das hat zur Entstehung schriftlicher und literarischer Texte in Masematte geführt, wie sie für die ältere Zeit der offenbar rein mündlichen Masematte-Kultur nicht belegt sind. Eine größere Zahl von Masemattewörtern ist außerdem zum Gemeinbesitz der lokalen Umgangssprache geworden.
Die Autorin Marion Lohoff-Börger stellte im Dezember 2021 beim Land Nordrhein-Westfalen einen Antrag zur Anerkennung der Masematte als immaterielles Kulturerbe.

## Beispiele
Etymologische Angaben nach Wolf: Wörterbuch des Rotwelschen. 2. Auflage. 1985.
- achilen: „essen“ (rotw. acheln „essen“ < jidd. achlen, auchel sein „essen“)
- Alschke, auch Alsche, Olsche: „Frau, Ehefrau, Alte“ (aus westfäl. a(o)lske „Alte“, olle „Alte“)
- Am Tokus malochen: „Am Arsch lecken“ (mit lateinischem Suffix -us gebildet aus rotw. Toches „Hintern“ < jidd. tachas „der Hintere, Untere“, und rotw. Maloche „schwere Arbeit“ < jidd. meloche, maloche „Arbeit“)
- Beis: „Haus“, Burkbeis: „Arbeitsamt“ (rotw. Bajis, Bajes, Bais etc. „Haus“ < jidd. bajis, bes „Haus“; zu Burk- vgl. dt. Burg, Bürger-, als Zahlwort: „zwei“)
- bekan „da, hier, dabei“, bekanein: „Ok, in Ordnung“ (vgl. rotw. bekanum, bekane „hier“, aus jidd. kaan, bekaan „hier“)
- beribbeln: „bezahlen“ (vgl. rotw. Reiber „Beutel, Geldsack“, Reiberfetzer „Beutelschneider“, aus lat. raupa „Fell, Haut“)
- beschucken: „bezahlen“, Schuck „Mark (Geld)“: (aus rotw. schucken „bezahlen“ < jidd. schuck „Mark, Geldstück“)
- beseibeln: „betrügen“ (rotw. besefeln „bescheißen“, sefeln „scheißen“, Sefel „Kot“ < jidd. sewel „Kot“, vgl. dt. ugs. einseifen „betrügen“)
- bicken: „kaufen“, bikinen: „verkaufen“ (rotw. biken „kaufen“ < romani bikin- „verkaufen“)
- Bölkenpani: „Rülpswasser“ (= Mineralwasser, aus masem. bölken „rülpsen“ < dt. bölken „brüllen, bellen“, und masem. Pani „Wasser“ < rotw. Pany „Wasser“ < romani pani „Wasser“)
- Bose: „Fleisch“ (rotw. Bossor „Fleisch“ < jidd. bossor „Fleisch“)
- jovel „gut“ (rotw. jofe „schön, angenehm, hübsch“ < jidd. jophe „schön“)
- Kabache: „Haus“ (norddt. Kabache „niedriges, schlechtes Haus“, vgl. rotw. Klabache „verwahrlostes Haus, schäbiges Zimmer“, Klappache „Stube“)
- Keilof: „Hund“ (rotw. Kelef, Keilef, Keilov u. a. m. „Hund“ < jidd. kelew „Hund“, plur. kelowim „Hunde“)
- Kippesfreier: „Gehilfe“ (rotw. Kippe „Gemeinschaft, Beute, Anteil“ < jidd. kübbo „Kammer, Schlafkammer, Zelt“; und rotw. Freier „Mann, Bursche“, ursprünglich vielleicht „Bauer“, häufig das ausersehene Opfer, der Kunde der Dirne)
- kneistern: „schauen“ (rotw. kneissen „wahrnehmen, bemerken, wissen“ < bayr. geneißen „wahrnehmen“)
- Koten: „Kleine(r), Kind“, koten: „klein“ (rotw. Kotem „Kind“, koton, koten „klein, jung“  < jidd. koton „klein“)
- Kotenmoos: „Kleingeld“ evtl. Sekundärmasematte
- Laumalocher: „fauler Arbeiter“, Laumann: „Faulenzer, Betrüger“ (vgl. rotw. lau „nein, nichts“ < jidd. lo, lau „nichts, nein, ohne“)
- Leeze: „Fahrrad“ (Herkunft ungeklärt, eventuell aus Velociped „Fahrrad“)
- Lichte: „Stress“ (vgl. rotw. Licht „Polizei“, Lampe „Polizei“ < jidd. lamdon „Gelehrter, Wissender“)
- Lowi: „Geld“ (rotw. Lowo, Lowe, Lowi „Geld“ < romani lóvo „Geld“, plur. lóve)
- Lowine: „Bier“ (rotw. Lovina, Lowine, Luwina „Bier“ < romani lowina „Bier“)
- Matrele: „Kartoffel“ (rotw. Matrellen „Kartoffeln“, Matreli „Kartoffel“ < romani matreli „Kartoffel“)
- Mischpoke: „Familie“, „Gesellschaft“, „Sippschaft“ (vgl.  hebräische מִשְׁפָּחָה ([miʃpa'χa] „Familie“))
- Newes: „Bauch“ (rotw. Nefesh „Seele, Leben“, Nevisch „Seele, Bauch“, von jidd. nephesch „Seele, Leben“)
- Osnick: „Uhr, Armbanduhr“ (rotw. Osne, Ossene, Ossnik „Uhr“) eigentlich „Sonne, Sonnenstand“ daraus die Info wie spät es ist. „Was reunt der Osnick?“ = was zeigt der Sonnenstand?
- Patte: „Geldbörse“ (vgl. rotw. Patter „Leder“ oder Positi, Patist, Potissa „Tasche“ < romani potisa „Tasche“)
- pien: „Alkohol verzehren“
- Plempe: „Säbel, Degen, Messer“, fraglich „Polizei“ (vgl. rotw. Plempe „Säbel“)
- Plinte: „Hose“ (vgl. rotw. Plinten „Lumpen“)
- plümpsen: „schwimmen“ (vgl. rotw. Plomp „Wasser“, plümsen „weinen, waschen, baden“)
- Primangelo: „Zigarette, Zigarre“ (rotw. Bimangeri „Zigarette“ < romani pimaskeri „Zigarre“)
- Schickermann: „Betrunkener“ (rotw. schickern „trinken“ < jidd. schikkern „sich betrinken“, schikkor, schikker „Betrunkener“)
- schmusen: „erzählen“ (rotw. Schmus „Erzählung, Plauderei, Geschwätz“, schmus(s)en „erzählen“, jidd. schmuo „Gehörtes, Erzählung, Gerücht“)
- schofel, schovel: „schlecht, mies, gering, übel, niedrig“ (rotw. schofel „minderwertig, gemein, schlecht, wertlos“ < jidd.  schophol, schophel „gering, niedrig, schlecht“)
- Seeger: „Mann, Kerl“ (rotw. Seeger geringschätzig „Junger Mann“, Seege „junges Mädchen“), Herkunft unsicher, eventuell von jidd. se goi „Nichtjude“, vgl. auch altenglisch secg „Mann“, „Krieger“ (secg)
- Tiftel: „Kirche“ (rotw. Tiffle „Kirche“ < jidd. tephillo „Gebet“)
- verkasematuckeln: "vollständig aufessen", "gemütlich essen"

## Film
In Doktorspiele, der 27. Folge der Fernsehserie Wilsberg aus dem Jahr 2009, wird von einigen Personen in mehreren Szenen Masematte gesprochen, wobei diese Szenen stets mit hochdeutschen Untertiteln unterlegt sind.